# Chauveaua
Chauveaua is een geslacht van hooiwagens uit de familie Gonyleptidae.
De wetenschappelijke naam Chauveaua is voor het eerst geldig gepubliceerd door Canals in 1939. 

## Soorten
Chauveaua is monotypisch en omvat slechts de volgende soort:
- Chauveaua nahuelhuapiensis